# Leonid Slutskij (politiker)
Leonid Eduardovitj Slutskij (ryska: Леонид Эдуардович Слуцкий) född 4 januari 1968, Moskva i Sovjetunionen (nu Ryssland), är en rysk ultranationalistisk  politiker och medlem av Duman. Han tillträdde som partiledare för Rysslands liberaldemokratiska parti i maj 2022 efter Vladimir Zjirinovskijs död.